# Johann Christoph Männling

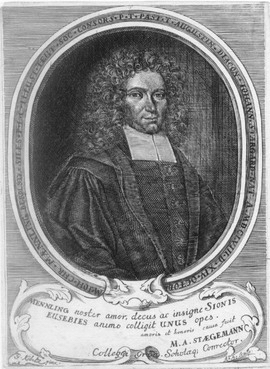
Johann Christoph Männling

Johann Christoph Männling (* 14. Oktober 1658 in Wabnitz bei Oels; † 4. Juli 1723 in Stargard) war ein deutscher Dichter und Schriftsteller.

## Leben
Nach dem Besuch des Elibethanischen Schule und des Maria-Magdalena-Gymnasiums in Breslau studierte Männling zuerst an der Universität Breslau, später in Wittenberg, wo er den theologischen Magistergrad erwarb.  Schon in Wittenberg veröffentlichte er 1685 eine Philipp von Zesen stark nachempfundene Poetik u.d.T. Europäischer Parnassus.  Ab 1688 begegnen wir ihm wieder in seiner schlesischen Heimat als
evangelischer Pastor in Creutzburg, von wo er zwölf Jahre später wegen der Protestantenverfolgungen nach Stargard in Pommern fliehen musste.  Ab 1700 wirkte er hier zuerst als Diakon an der Johanniskirche, dann bis zu seinem Tode als Pastor an St. Augustin und Garnisonprediger.
Zeitlebens war Männling ein außerordentlicher Verehrer Lohensteins und verstieg sich sogar, zwei umfangreiche Kompilationen mit Kurzfassungen und kondensierten Zitaten aus Lohensteins Œuvre zu verfassen, eine Art „Reader’s Digest“ für Leser, die dessen Kolossalwerk zu erkauffen nicht vermögend genug seien.  Der offensichtliche Erfolg dieser Werke ermunterte ihn, ein Gleiches auch für andere schlesische Barockdichter zu versuchen.  Auch seine restlichen umfangreichen Bände sind in erster Linie kompilatorischer Natur im Stil von Paullini und Praetorius.  Ein Großteil von Männlings Schriften ist heute verschollen, darunter die wohl nie gedruckten Stargarder Schuldramen.

## Werke (Auswahl)
- Europaeische Parnassus. Brüning, Wittenberg 1685.
- Der Europæische Helicon oder Musen-Berg. Das ist Kurtze und deutliche Anweisung Zu der Deutschen Dicht-Kunst. Alten Stettin 1704 (Digitalisat und Volltext im Deutschen Textarchiv)
- Arminius enucleatus, das ist ... Daniel Caspari von Lohenstein herrliche Realia.  Ernst und Jentsch, Stargard und Leipzig 1708. (Digitalisat)
- Lohensteinius sententiosus, das ist ... Daniel Caspari von Lohenstein ... sinnreiche Reden. Stecks Witwe, Breslau 1710. (Digitalisat)
- Auserlesener Curiositäten merckwürdiger Traum-Tempel.  Franckfurth, Leipzig, Liegnitz, Rohrlach; Erich, Jena  1714. (Digitalisat)
- Deutsch-Poetisches Lexicon. Schreyn und Conrad, Frankfurt/Oder und Leipzig 1715. (Digitalisat)
- Poetischer Blumen-Garten.  Bleßing, Breslau 1717. (Ditialisat)
- Expediter Redner.  Frankfurt/M. u. Leipzig 1718. (Digitalisat) (Ndr. Kronberg 1974)